# Кагава, Сигэко
Сигэко Кагава (яп. 賀川 滋子, 28 мая 1911) — японская супердолгожительница, возраст которой подтверждён Группой геронтологических исследований (GRG) и Группой LongeviQuest (LQ). С 29 июля 2025 года она является старейшим живым человеком в Японии. Её возраст составляет 114 лет 78 дней.

## Биография
Кагава родилась 28 мая 1911 года. После окончания Осакского женского медицинского колледжа (ныне Университет медицины Кансай), в молодости стала врачом и работала в больнице Осаки во время Тихоокеанской войны. Даже в преклонном возрасте она сохраняла воспоминания о пожаре, охватившем город после авианалётов, и мгновенной гибели множества людей.
После войны она возглавила семейную клинику и внесла значительный вклад в местное здравоохранение, работая акушером-гинекологом. Она держала телефон рядом с кроватью каждую ночь и спешила к пациентам рано утром или поздно вечером. Вышла на пенсию в возрасте 86 лет.
В сентябре 2022 года Сигэко Кагава стала старейшим проживающим человеком в префектуре Нара.
Кагава — одна из двух последних известных японских долгожителей, родившихся в 1911 году, наряду с Фуйо Кисимото.
В апреле 2021 года она стала самым старым олимпийским факелоносцем в истории, ей было 109 лет и 11 месяцев.